# Nové Libenice
Nové Libenice (německy Libienitz) jsou osada v katastrálním území Libenice u Tábora obce Borotín v okrese Tábor v Jihočeském kraji. Nachází se asi 7 km severovýchodně od Jistebnice, 8 km jihovýchodně od města Sedlec-Prčice a asi 19 km severozápadně od centra Tábora.
V Nových Libenicích je registrováno 20 čísel popisných, jsou tak rozsáhlejší než (staré) Libenice, v nichž je registrováno 10 čísel popisných. Prochází tudy silnice II/122, nedaleko se nachází její křižovatka se silnicí II/120, rovněž v Nových Libenicích začíná silnice III/1222. Nachází se zde kaplička, kříž, Libenický rybník a pět dalších bezejmenných rybníčků, blízko je rovněž národní přírodní památka Stročov.